# Свобода на панорамата
Свобода на панорамата (на английски: Freedom of panorama; на немски: Panoramafreiheit), е клауза в законите за авторското право на различни юрисдикции, която позволява създаването и публикуването на производни творби като фотографии, видеозаснемане, рисувани картини и др., на архитектурни сгради, скулптури или други обекти на изкуството, които са постоянно изложени на публично място, без това да поражда нарушение на авторското право, което иначе може да се съдържа в такива творби. Статутът „свобода на панорамата“ ограничава правото на носителя на авторските права да предприеме мерки в защита на нарушеното си авторско право срещу създателите и разпространителите на визуални изображения на обхванатите от свободата на панорамата обекти. По този начин статутът е изключение от обичайното правило, че носителят на авторските права има изключителното право да оторизира създаването и разпространението на производни творби.
Институтите на авторското право традиционно са изградени около фигурата на автора и върху концепцията за изключителното право на автора върху собственото му произведение. Поради тази причина и всички възможности за свободно използване на авторско произведение от страна на публиката традиционно се възприемат не толкова като права и свободи на гражданите и потребителите, а като ограничения в и изключения от правата на автора.
В континенталното право тези изключения и ограничения се уреждат изрично, като презумпцията е, че правата на автора могат да бъдат пренебрегнати единствено в полза на съществен обществен интерес.

## По света
Много държави имат сходни положения, които ограничават обхвата на закона за авторското право, с цел изрично да се позволят фотографии, съдържащи изгледи от обществени места или изгледи, заснети от обществени места. В други страни обаче интерпретациите на този принцип варират в широки граници. Фондация Уикимедия поддържа страница, на която може да бъде консултиран съответният национален правен режим, касаещ правото на панорама, в цял свят.

### Европейски съюз
В Европейския съюз Директива 2001/29/EC предоставя възможност на страните-членки да възприемат клаузата на свободата на панорамата в своите закони за авторското право, но не изисква от тях да приемат такова правило.
Panoramafreiheit се дефинира в Член 59 на германския Urheberrechtsgesetz, в член 27 на швейцарския Urheberrechtsgesetz, в раздел 62 на британския Закон за авторските права, дизайните и патентите, и съществува и в още няколко страни.
От друга страна, в някои европейски страни като Италия и Исландия изобщо не съществува свобода на панорамата.
Директива 2001/29/EO съдържа единствено възможност, но не и задължение за държавите членки да транспонират свободата на панорама. В чл. 5 „Изключения и ограничения“, т. 3 от Директивата се казва:
„Държавите членки могат да предвидят изключения или ограничения по отношение на правата, предвидени в членове 2 и 3, в следните случаи:
(…) използване на произведения на архитектурата или скулптурата, създадени с цел да бъдат поставени постоянно на обществени места“
Тази свобода при транспонирането е довела до това, че в различните държави членки режимът, касаещ авторските права върху сгради и скулптури, е различен. Между почти пълната свобода на панорама в Германия и почти пълната липса на подобно ограничение на правата на автора в Италия и Гърция, в различните държави съществуват редица „междинни решения“.
Големи надежди по отношение на хармонизирането на режима бяха възлагани на обявената през 2015 г. от Европейската комисия планирана реформа на авторското право в рамките на единния цифров пазар. За голямо разочарование на неправителствените организации в сектора и съществена част от академичната общност, свободата на панорамата така и не намери място в окончателно предложения през септември 2016 г. проект за законодателен пакет.
Междувременно усилията за либерализиране на режима на панорама продължават на национално ниво.
Франция, която според Politico е основният играч, противопоставил се на включването на задължително изключение на панорамата в европейското законодателство, извърши изменения на Кодекса за интелектуална собственост със специален закон за „цифровата Република“, приет през октомври 2016 г., с които въведе частични ограничения на правата на авторите. Към 2017 използването и разпространението на публично изложени произведения на архитектурата и скулптурата е разрешено само на физически лица и само с нетърговска цел.
В някои страни като Франция и Белгия, няма глобално валидно разрешение да се създават изображения на творческото съзидание, каквито са архитектурните и скулптурните творби, инсталирани на публични места, и се позволяват изображения на защитени с авторски права творби само в случаите на инцидентно (индиректно) включване в кадъра. Във Франция когато сниманият обект, например сграда, е централният и съществен обект на снимката, а не просто второстепенен, фонов елемент от кадъра, се изисква да се получи разрешение от автора (в случая архитекта), а не от собственика на сградата.

### В България
Законът за авторското право и сродните му права (ЗАПСП) урежда изключенията от авторско право в Глава пета „Свободно използване на произведения“. Според закона „Свободното използване на произведения е допустимо само в случаите, посочени в закона, при условие че не се пречи на нормалното използване на произведението и не се увреждат законните интереси на носителя на авторското право.“
Терминът „панорама“ не фигурира в ЗАПСП. Изключението обаче е уредено в чл. 24 както следва:
| „ | Чл. 24 (1) Без съгласието на носителя на авторското право и без заплащане на възнаграждение е допустимо: […] 7. използването на произведения, постоянно изложени на улици, площади и други обществени места, без механично контактно копиране, както и излъчването им по безжичен път или предаването им чрез кабел или друго техническо средство, ако това се извършва с информационна или друга нетърговска цел; | “ |

## Използване с търговска или с нетърговска цел
В практиката основен проблем при прилагането на това изключение е преценката дали използването на произведение, обект на интелектуална собственост, се прави с „търговска“ или с „нетърговска цел“. Неяснотата е причина организацията Криейтив Комънс да не препоръчва рутинното споделяне на съдържание под Creative Commons лиценз, съдържащ клауза NC (забрана за употребата на съответното произведение за комерсиални цели). Аргументите са, че в нарушение могат да се окажат редица ползватели, които не преследват търговска цел при използването на чуждо произведение. Например: за целите на обучение в рамките на платени курсове, и изобщо всякакви образователни структури, които извършват стопанска дейност с цел финансиране изцяло или частично на основната си нестопанска дейност или които не се издържат изключително от публично финансиране; публикуването му в блог, когато в него има реклами; публикуването му в книга или друго печатно издание, дори когато самият автор не получава възнаграждение за труда си, доколкото печатницата и издателството работят с търговска цел; публикуването му във вестници и списания, доколкото се издават с търговска цел и др.
В България съдебната практика по отношение изключението съгласно чл. 24, ал.1, т.7 от ЗАПСП е много оскъдна, но също се наблюдава разширително тълкуване на понятието „за търговска цел“.

## Ограничения
Използването и възпроизвеждането на паметници и сгради, които са обществено достояние, също може да попада под специален разрешителен режим. В редица държави се изисква предварително разрешение при възпроизвеждането на обекти, които представляват културно наследство, особено когато това се прави с търговска цел.
В България, съгласно Закона за културното наследство (ЗКН), създаването, разпространението и използването на изображения на културни ценности за лични нужди с представителна, образователна и научна цел е свободно, докато създаването, разпространението и използването на изображение на културна ценност или на елементи от нея във фотографско, компютърно, видео- и друго изображение с търговска цел, включително използването на изображението или на части от него при производство на стоки, етикети и дизайнерски решения или за реклама, се извършват при условия и по ред, определени в наредба и въз основа на договор, сключен със собственика на културната ценност, а за музейните културни ценности – с директора на съответния музей.
В Италия, въпреки множеството официални протести и една национална инициатива, публикуването на фотографски репродукции на публични места продължава да е забранено по силата на закона Codice Urbani, който гласи, че публикуването на снимки на „културни продукти“ (което на теория обхваща всеки културен и исторически обект или място) за комерсиална цел, задължително изисква разрешение от местния клон на Министерството на изкуствата и културното наследство, Soprintendenza.